# Внушаемость
Внушаемость — степень восприимчивости к внушению, определяемая субъективной готовностью подвергнуться и подчиниться внушающему воздействию.

## Описание
Является индивидуальной особенностью личности, зависит от ряда характерологических особенностей (например, у истеричных лиц выше, чем у психастеников), от возраста (выше у детей), некоторых болезненных состояний (повышенная внушаемость типична для алкоголиков).
Внушаемость зависит от психологического состояния личности в тот или иной момент, ее эмоциональности, степени усталости и т. п. В значительной мере взаимосвязана с конформностью, то есть с тенденцией подчинять свое поведение влиянию других людей (такое «групповое давление» больше обусловлено факторами социальными).
Различная степень внушаемости и ее характер определяют выбор психотерапевтических методик — гипнотерапии, рациональной психотерапии. Внушаемость относительно гипнотического воздействия — гипнабельность. Существуют специальные тесты суггестивности.
Тест С. Н. Астахова (1962)
Лёгкое надавливание на веки в области надбровных дуг после соответствующего воздействия у лиц с повышенной внушаемостью и гипнабельностью вызывает смыкание век.
Проба П. И. Буля (1955)
Обследуемому дают в руки подвешенный на нитке металлический груз, к которому то подносят, то убирают от него выпиленный из дерева подковоподобный, специально покрашенный «магнит».
Больному внушают, чтобы он обратил внимание на якобы имеющие место отклонения в положении груза под влиянием «магнита». У внушаемых лиц груз действительно начинает качаться в заданном направлении вследствие возникновения идеомоторных движений.